# 凯尔迪
凯尔迪（Kherdi），是印度马哈拉施特拉邦勒德纳吉里县的一个城镇。总人口10703（2001年）。

## 人口
该地2001年总人口10703人，其中男性5665人，女性5038人；0—6岁人口1568人，其中男831人，女737人；识字率74.72%，其中男性为79.31%，女性为69.55%。